# رابون (آلاباما)
رابون (به انگلیسی: Rabun) یک منطقهٔ مسکونی در ایالات متحده آمریکا است که در شهرستان بالدوین، آلاباما واقع شده‌است. رابون ۷۸٫۹۴ متر بالاتر از سطح دریا واقع شده‌است.